# U.P.O.
U.P.O. — американская рок-группа, образованная в 1997 году в Лос-Анджелесе. Изначально в состав входили Шон Албро (вокал), Крис Вебер (гитара), Бен Ширли (бас-гитара) и Томми Холт (ударные). В 2004 году к группе присоединился гитарист Логан, а Ширли и Холт были заменены на Золтана Батори (сейчас в Five Finger Death Punch) и Филиппа Матиса, однако вскоре после этого группа развалилась. За время своего существования U.P.O. записали два альбома.

## История

### Формирование иNo Pleasantries(1997—2001)
После встречи в середине девяностых на фестивале в Рединге, Крис Вебер и Шон Албро начали работать над материалом, который в итоге заинтересовал лейблы. Тогда они вместе с Беном Ширли и Томми Холтом сформировали U.P.O. и подписали контракт с лейблом Epic Records. Дебютный альбом группы под названием No Pleasantries вышел в 2000 году. Продюсером альбома стал Рик Парашар. Альбом занял 19 строчку Top Heatseekers, а синглы «Godless» и «Fell Alive» заняли 6 и 25 позицию Hot Mainstream Rock Tracks соответственно. Сингл «Fell Alive» стал саундтреком к фильму «Ведьма из Блэр 2: Книга теней» , пока U.P.O. выступали с такими группами, как Slipknot, Slayer, Mudvayne и Sepultura как часть тура «Tattoo The Earth» со своей песней «Dust», которая позже будет включена в концертный альбом Tattoo The Earth: The First Crusade. После тура группа объявила о перерыве.

### The Heavyи развал (2004)
Группа вернулась в 2004 году и записала второй альбом The Heavy с лейблом DRT Entertainment. Продюсером альбома снова стал Рик Парашар. Тогда же к группе присоединился гитарист Логан, а Ширли и Холт ушли из группы. Их заменили Золтан Батори и Филипа Матис. Группа объявила тур в поддержку альбома, однако в октябре того же года у Вебера случился приступ, после чего его госпитализировали. Вскоре был поставлен диагноз — опухоль головного мозга (менингиома). 17 ноября 2004 года Веберу была проведена успешная операция, но к тому времени Батори ушёл из U.P.O., чтобы основать свою группу (Five Finger Death Punch), и U.P.O. развалилась.

## Дискография
- No Pleasantries (2000)
- The Heavy (2004)

## Участники
- Шон Албро — вокал (1997—2004)
- Крис Вебер — гитара (1997—2004)
- Бен Ширли — бас-гитара (1997—2004)
- Томми Холт — ударные (1997—2004)
- Логан — гитара, бэк-вокал (2004)
- Золтан Батори — бас-гитара (2004)
- Филипп Матис — ударные (2004)